# Banendjap
Banendjap (ou Nenjap, Nejap, Neujap, Nendjap) est un village du Cameroun situé dans le département du Ndé et la région de l'Ouest. Il appartient à la commune de Bangangté. 

## Population
Lors du recensement de 2005, la population de Banendjap était de 76 habitants.

## Référence
1. 1 2  Répertoire actualisé des villages du Cameroun. Troisième recensement général de la population et de l'habitat du Cameroun, Bureau central des recensements et des études de population, vol. 4, tome 7, 2005, p. 353